# 富蘭克林鎮區 (新澤西州亨特登縣)
富蘭克林鎮區（英語：Franklin Township）是位於美國新澤西州亨特登縣的一個鎮區。

## 地方資料
富蘭克林鎮區的面積為60.02平方千米，當中陸地面積為59.66平方千米，而水域面積為0.36平方千米。根據2020年美國人口普查的數據，當地共有人口3267人，而人口密度為每平方千米54.43人。